# Abzweigung (Mittenwalde)
Abzweigung ist ein Wohnplatz der Stadt Mittenwalde im Landkreis Dahme-Spreewald in Brandenburg.

## Geografische Lage
Der Wohnplatz liegt östlich des Stadtzentrums. Nördlich führt die Schenkendorfer Chaussee von Südwesten kommend in nordöstlicher Richtung an der Wohnbebauung vorbei. Von ihr besteht eine Verbindung zur Bundesautobahn 13, die von Norden kommend in südwestlicher Richtung verläuft und östlich des Wohnplatzes vorbeiführt. Südwestlich befindet sich der weitere Wohnplatz Galluner Müllerhaus.

## Geschichte
Die ursprüngliche Streubebauung mit kleinen Wochenendhäusern wurde 1927 erstmals in den Akten als Ansiedlung Abzweigung erwähnt. Dort lebten im Jahr 1925 insgesamt zehn Personen. Der Wohnplatz ist im Jahr 2023 von zahlreichen Logistikstandorten größerer Lebensmittelhändler und Handwerksbetrieben umbaut.